# Karel Bětík
Karel Bětík (* 28. Oktober 1978 in Karviná, Tschechoslowakei) ist ein ehemaliger tschechischer Eishockeyspieler, der in seiner aktiven Zeit von 1996 bis 2005 unter anderem für die Tampa Bay Lightning in der National Hockey League gespielt hat.        

## Karriere
Karel Bětík begann seine Karriere als Eishockeyspieler in seiner tschechischen Heimat in der Nachwuchsabteilung des HC Vítkovice. Von dort aus wechselte er 1996 zu den Kelowna Rockets, die ihn beim CHL Import Draft des Jahres als insgesamt 28. Spieler gezogen hatten, in die kanadische Juniorenliga Western Hockey League, in der er in den folgenden beiden Jahren aktiv war. In diesem Zeitraum wurde er im NHL Entry Draft 1997 in der fünften Runde als insgesamt 112. Spieler von den Tampa Bay Lightning ausgewählt. Für das Team aus Florida gab der Verteidiger in der Saison 1998/99 sein Debüt in der National Hockey League. In drei Spielen gab er dabei zwei Torvorlagen. Die gesamte restliche Spielzeit verbrachte er bei Tampa Bays Farmteam, den Cleveland Lumberjacks aus der International Hockey League, für die er in 74 Spielen 16 Scorerpunkte erzielte, davon fünf Tore. Die folgende Spielzeit begann er bei den Toledo Storm in der ECHL und beendete sie im IHL-Team der Detroit Vipers. Zur Saison 2000/01 wechselte der Tscheche zu den Bakersfield Condors aus der West Coast Hockey League.  
Von 2001 bis 2003 stand Bětík in der United Hockey League bei den B. C. Icemen, Flint Generals und Rockford IceHogs unter Vertrag. Zuletzt unterschrieb er einen Vertrag beim kanadischen Team Saint-François de Sherbrooke aus der Ligue Nord-Américaine de Hockey, bei denen er 2005 seine aktive Karriere bereits im Alter von 26 Jahren beendete.  